# Марк Скоузен
Марк Скоузен (англ. Mark Andrew Skousen; /ˈskaʊzən/) народився 19 жовтня 1947, доктор філософії, є всесвітньо відомим інвестиційним експертом, економістом, професором університету та автором понад 25 книг. У липні 2018 року д-р Скоузен отримав першу Потрійну корону з економіки за свою роботу в галузі економічної теорії, історії та освіти, і був визначений як один із 20 найвпливовіших нинішніх економістів (SuperScolar.org).

## Біографія
Народився в Сан-Дієго, штат Каліфорнія, де його батько був агентом ФБР, Марк переїхав у ранньому дитинстві та виріс у Портленді, штат Орегон, де він полюбив книги, природу та політику. Марк навчався в коледжі, здобуваючи ступінь бакалавра з економіки в Університеті Бригама Янга (BYU). Провівши два роки в Латинській Америці на місії Церкви мормонів, Марк повернувся до УБЯ та здобув ступінь магістра економіки в 1972 році.
Після закінчення навчання Марк переїхав і три роки працював економістом Центрального розвідувального управління (ЦРУ) у штаб-квартирі ЦРУ в Ленглі, штат Вірджинія. Саме в штаб-квартирі ЦРУ в Ленглі, штат Вірджинія, Марк почав розвивати свої дослідницькі ноу-хау, а також розбудовувати свою широку мережу вашингтонських соціальних зв'язків, включаючи конгресменів та інших інсайдерів.
Марк залишив ЦРУ в 1975 році і став редактором  Inflation Survival Letter. Він також здобув ступінь доктора філософії з монетарної економіки в Університеті Джорджа Вашингтона в 1977 році.

## Професійна діяльність
Марк викладав економіку та фінанси в Колумбійській бізнес-школі, Колумбійському університеті, Барнард-коледжі, Мерсі-коледжі, Роллінз-коледжі та Університеті Чепмена, де він зараз є президентським стипендіатом. У 2019 році він отримав нагороду «Мій улюблений професор» в Університеті Чепмена. Він також був консультантом IBM, Hutchinson Technology та інших компаній зі списку Fortune 500.
З 1980 року Скоузен був головним редактором  Forecasts & Strategies, популярного інвестиційного інформаційного бюлетеня, відзначеного нагородами. Він також є редактором чотирьох торгових служб: Five Star Trader, Home Run Trader, Fast Money Alert і TNT Trader.
У 1995 році він працював редактором інвестиційної серії «Секрети великих інвесторів» з Луїсом Рюкейзером як оповідачем.
Після короткого життя в Лондоні, Англія, сім'я Скоузенів переїхала до Вінтер-Парку, штат Флорида, де Марка призначили ад'юнкт-професором економіки та фінансів у коледжі Роллінза.
У 2001-02 роках Марк і його сім'я переїхали в Ірвінгтон-он-Гудзон, штат Нью-Йорк, на північ від Нью-Йорка, де Марк був президентом Фонду економічної освіти (FEE) — найстарішого мозкового центру вільного ринку в країні. Протягом двох років він викладав у Колумбійській бізнес-школі, Барнард-коледжі та Колумбійському університеті.
У 2005 році Університет Грантема оголосив про перейменування своєї Школи бізнесу на «Школу бізнесу Марка Скаузена» та призначив Марка Скоузена кафедрою менеджменту Бенджаміна Франкліна в Університеті Грантема.
Також у 2007 році Марк Скоузен заснував FreedomFest — конференцію, яка проводилася в Лас-Вегасі щороку до 2019 року. FreedomFest називають «найбільшим у світі зібранням вільних розумів на тему свободи». Конференція приваблює тисячі учасників з усієї країни та світу, а також з усього політичного спектру. Він також приваблює найкращих та найяскравіших спікерів, зокрема Стіва Форбса, [[Джон Маккейн|Джона Маккейна], Джона Стоссела, Бена Стайна, Ларрі Кудлоу, Стіва Мура, Дінеша Д'Соуза та багатьох інших. Сесії не обмежуються лише політикою, а охоплюють питання свободи в економіці, фінансах, науці та техніці, мистецтві, літературі, здоров'ї та багато іншого.
До FreedomFest додався кінофестиваль Anthem, засноваником і режисером якого є дружина Марка Джо Енн, як ще одну пропозицію для своїх відвідувачів у 2011 році. Фестиваль представляє на конференцію широкий вибір документальних фільмів, короткометражних і повнометражних фільмів на тему свободи.
FreedomFest не відбувся у 2020 році через обмеження, пов'язані з COVID-19, і правила, видані губернатором Невади. Проте FreedomFest повернувся у 2021 році та відбувся в Репід-Сіті, у тіні гори Рашмор.
Марк був постійним автором журналу Forbes з 1999 по 2005 рік. Крім того, він написав статті для  Wall Street Journal,  Reason,  Human Events,  Daily Caller,  Christian Science Monitor  і  The Journal of Economic Perspectives.
Серед його економічних бестселерів — «Структура виробництва» (NYU Press, 1990, 2007, 2015), «Economics on Trial» (Ірвін, 1991), «Puzzles and Paradoxs on Economics» (Едвард Елгар, 1997), The Making of Modern Economics  (Routledge, 2001, 2009, 2016), The Big Three in Economics (ME Sharpe, 2007), EconoPower  (Wiley, 2008) та Economic Logic  (2000, 2014, 2016), орієнтований на ринок підручник. У 2009 році «Створення сучасної економіки» отримала нагороду Choice Book Award за видатне наукове звання.
Серед його фінансових бестселерів — "Повний посібник із фінансової конфіденційності " (Simon & Schuster, 1983), «High Finance on a Low Budget» (Bantam, 1981), написаний у співавторстві з його дружиною Джо Енн, «Scrooge Investing» (Little Brown, 1995); McGraw Hill, 1999), Investing in One Lesson  (Regnery, 2007) і A Viennese Waltz Down Wall Street  (Laissez Faire Books, 2013). Його останньою фінансовою працею є The Maxims of Wall Street  (2011), яка тепер доступна в 10 — му ювілейному виданні.
У 2006 році він і його дружина завершили знамениту автобіографію Бенджаміна Франкліна, яка раптово обірвалася в 1757 році, коли Франкліну був 51 рік. У «другому томі» його життя Скаузени збирали та редагували твори Франкліна з 1757 року до його смерті в 1790 році, в результаті чого вийшла «Завершена автобіографія» Бенджаміна Франкліна (Регнері, 2006). У ньому розповідається про його життя як колоніального агента, підписанта Декларації незалежності, посла у Франції та підписанта Конституції США.
Ґрунтуючись на його праці «Структура виробництва»  (NYU Press, 1990), федеральний уряд почав щоквартально публікувати ширший і точніший показник економіки — валовий випуск продукції (GO) разом із ВВП. Це перша макростатистика економіки, яка публікується щоквартально з моменту винаходу ВВП у 1940-х роках. У 2019 році Марк залишив Ірвінгтон-он-Гудзон, штат Нью-Йорк, і переїхав до округу Орандж, Каліфорнія, де він і його дружина зараз проживають. Доктор Скоузен жив у восьми країнах, подорожував і читав лекції по Сполучених Штатах і 70 країнах. Він виріс у Портленді, штат Орегон. Він, його дружина Джо Енн і п'ятеро дітей жили у Вашингтоні, округ Колумбія; Нассау, Багами; Лондон, Англія; Орландо, Флорида; Нью-Йорк, Нью-Йорк; і Орандж, Каліфорнія.